# Vrata Halke
Vrata Halke (bronasta vrata) v Konstantinoplu (Grško: Χαλκῆ Πύλη) je bil glavni procesijski vhod v Veliko palačo v Konstantinoplu. Ime "bronasta vrata" je zgradba prav verjetno dobila zaradi bronastega portala ali pozlačenih bronastih strešnikov na ostrešju.

Notranjost slavolokaste strukture je bila bogato okrašena s svetlečimi mozaiki, zunanjost pa opremljena s številnimi kipi. Najpomembnejša je bila upodobitev Jezusa Kristusa. Arhitektura je bila ključnega pomena pri izvajanju triumfalnih in verskih procesij, saj je stala na jugovzhodnem robu glavnega mestnega trga Avgusteja od koder je procesijska pot iz palače vodila najprej do Miliona (monumentalnega kupolastega stolpa sestavljenega iz štirih slavolokov), in nato skozi vse mesto po glavni ulici.
V bližini vrat je bila v 10. stoletju zgrajena pravoslavna kapela "Kristusa v bronu", ki se je ohranila do 19. stoletja; vrata pa so demontirali v 13. stoletju kot rezultat 4. križarskega pohoda.